# Évêché d'Ösel-Wiek
1228–1561
Entités précédentes :
- Terra Mariana

Entités suivantes :
- Danemark
- Estonie suédoise

L'évêché d'Ösel-Wiek (en allemand : Bistum Ösel-Wiek, en estonien : Saare-Lääne piiskopkond) était une principauté épiscopale de la Confédération livonienne, située dans le territoire des comtés actuels de Saare, de Hiiu et de Lääne en Estonie. Le diocèse était suffragant de l'archidiocèse de Riga. Le siège de l'évêché était à Haapsalu (Hapsal). Le château de Kuressaare sur l'île de Saaremaa faisait partie de ses possessions les plus importantes.

## Histoire

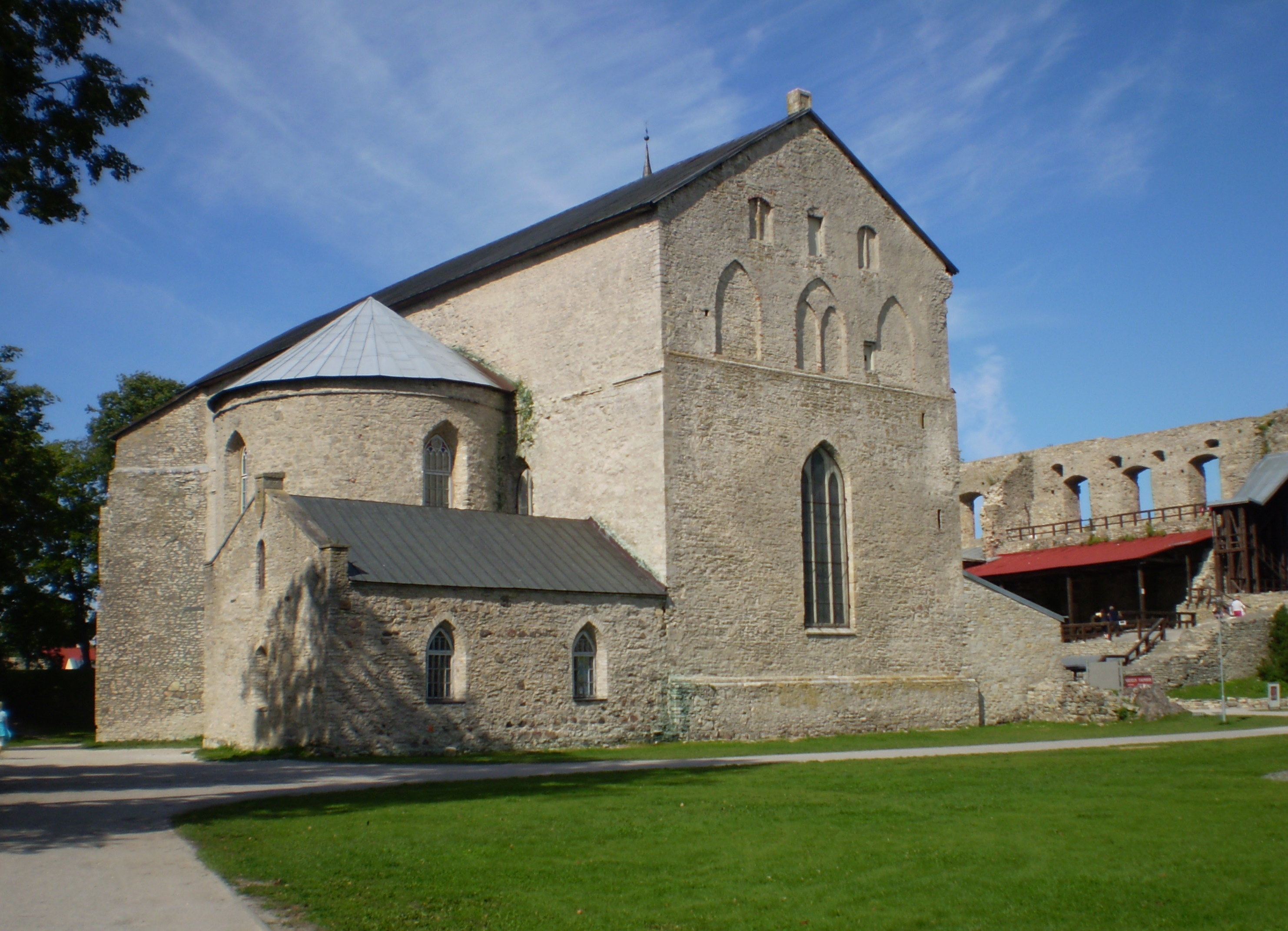
La cathédrale de Haapsalu.

Au cours des croisades baltes, la confrérie des Porte-Glaives est fondée en 1202 comme un ordre de chevalerie à Dünamünde (Daugavgrīva) en Livonie par l'abbé Theoderich von Treyden, à l'initiative de l'évêque Albert de Buxhoeveden, évêque de Riga, dans le but d'assurer la défense de la colonie contre les Lives et d'appuyer l'évangélisation de leur territoire. En 1204, le pape Innocent III accorde au nouvel ordre le même statut que les Templiers et il avait chargé les chevaliers de l'obéissance aux évêques de Riga. Les frères ont conquis la forteresse de Tartu (Dorpat) en 1215 et l'île de Saaremaa (Ösel) au nord-ouest en 1227.
L'année suivante, l'ecclesia Osiliensis fut créée en cadre de la Confédération livonienne par le légat pontifical Guillaume de Modène, comme compromis entre l'Église, représenté par Albert de Buxhoeveden, et l'ordre de Livonie. Le premier évêque, Gottfried, a dû céder un tiers de son diocèse à l'ordre Livonien le 29 juin 1228. En retour, il obtenait la seigneurie sur les autres paroisses en Saaremaa, Hiiumaa et Lääne (Wiek) en ayant le statut d'un prince-évêque, accordé par le roi germanique Henri VII en octobre. Toutefois, Gottfried renonça à cette fonction peu après ; son successeur, Henri I est ordonné par Guillaume de Modène le 10 septembre 1234. 

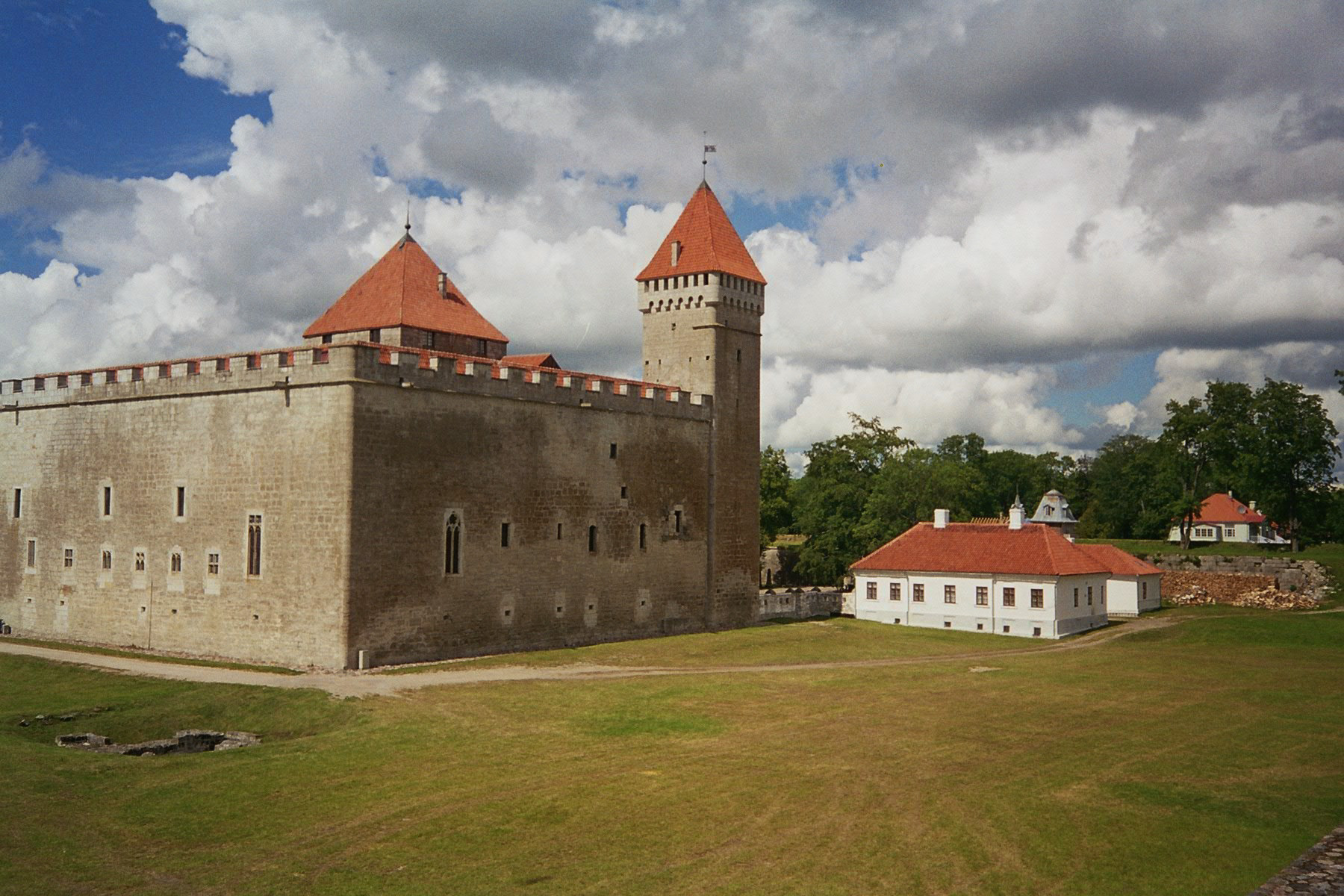
Le château de Kuressaare.

Avec la Livonie, le territoire épiscopal passe sous la suprématie de l'État teutonique en 1237. L'évêque Henri I a participé à la fondation de la ville de Pärnu (Pernau) par les chevaliers Teutoniques en 1251. Hermann de Buxhoeveden, un parente d'Albert, fut consacré évêque d'Ösel le 20 août 1262 à Lübeck ; il transféra son siège épiscopal de Lihula (Leal) a Haapsalu vers l'an 1279. Il concéda des droits urbains au lieu et y fit construire un château fort avec une cathédrale. Il a également entreprise la construction du château de Kuressaare, terminée à la fin du XIVe siècle.
Les évêques d'Ösel ont été en conflit permanent avec l'administration de l'ordre de Livonie et avec la noblesse de leur État.  
À partir de 1523, les idées de la Réforme protestante se diffusaient en Livonie. 
En janvier 1558, l'entrée des troupes du tsar Ivan IV de Russie a signifié le début de la guerre de Livonie à laquelle la Confédération livonienne n'a pas survécu : par le premier traité de Vilnius en 1559, l'ordre de Livonie sous son maître Gotthard Kettler passe sous protection du Sigismond II Auguste, roi de Pologne et grand-duc de Lituanie. En revanche, le territoire épiscopal d'Ösel-Wiek fut sécularisé et vendu par le dernier prince-évêque, Johannes V von Münchhausen, au roi Frédéric II de Danemark. Le 13 mai 1560, Magnus de Holstein, frère cadet du roi Frédéric, devient évêque d'Ösel-Wiek ainsi que de l'évêché de Courlande, bien qu'étant luthérien. Les autres domaines de la Confédération livonienne fut rattachés à l'union de Pologne-Lituanie par le second traité de Vilnius en 1561. 
Peu après, le Danemark céda les domaines épiscopaux en Lääne et sur l'île de Hiiumaa à l'Estonie suédoise sous le règne du roi Éric XIV, en échange des possessions de l'ancien ordre Livonien sur l'île de Saaremaa, qui devint ainsi complètement danoise. Néanmoins, en 1645 Saaremaa fut également cédée à l'empire suédois par le traité de Brömsebro. En 1721, Hiiumaa, Saaremaa et toute l'Estonie suédoise furent cédées à la Russie impériale par le traité de Nystad.

## Évêques et princes-évêques d'Ösel-Wiek
- Gottfried 1228-1229  †1257
- Henri Ier 1234-1260? (premier prince-évêque) d'Ösel-Wiek
- Hermann Ier de Becheshovede (Buxhoevden) 1262-1285?
- Henri II 1290-1294
- Vacant
- Konrad I 1297 ?-1307?
- Vacant
- Hartung 1310-1321, †1323
- Jakob 1322-1337
- Hermann II Osenbrügge (de Osenbrygge) 1338-1362
- Konrad II 1363-1374
- Henri III 1374-1381
- Vacant
- Winrich von Kniprode 1385-1419
- Kaspar Schuwenflug 1420-1423
- Christian Kuband 1423-1432
- Johannes Ier Schutte 1432-1438
- Ludolf Grove 1439-1458 (à Ösel et Dagö 1449-1457) et
- Johann II Creul (Kreuwel) 1449-1457 (à Wiek 1449-1457)
- Vacant
- Jodokus Hoenstein 1460-1471
- Peter Wetberch 1471-1491
- Johannes III Orgas (Orgies) 1491-1515
- Johannes IV Kyvel (Kievel) 1515-1527
- Georg von Tiesenhausen 1527-1530
- Reinhold von Buxhoeveden 1532-1541, †1557
- Johannes V von Münchhausen 1542-1560
- Magnus de Holstein 1560-1572, †1583 (évêque luthérien et roi de Livonie)